# Juan Gaudencio Kaiser
Juan Gaudencio Kaiser (Buenos Aires, 16 de septiembre de 1869 - Luján, 31 de enero de 1952) fue un docente y político argentino del siglo XX.

## Biografía
Kaiser nació en la ciudad de Buenos Aires el 16 de septiembre de 1869. A los pocos años, huyendo de la fiebre amarilla de 1871, sus padres se mudaron a la Villa de Luján, donde hizo los estudios primarios en la Escuela de Varones, actual EGB N.º 1, y en la parroquial fundada por los padres vicentinos. Los secundarios los cursó en Francia, entre 1880 y 1886, en que regresó al país, según lo contó el propio Kaiser a la revista Caras y Caretas en 1937. En Luján, se casó con Francisca Echandi y formó su familia. 
Al principio, Kaiser ejerció la docencia primaria. Luego fue insurgente radical (1893), secretario del Juzgado de Paz de Luján (1897), uno de los fundadores del Tiro Federal (1898), secretario de la Intendencia (1898-1899), comandante de la Guardia Nacional, concejal (1911, 1913, 1914, 1917, 1919-1921 y 1933-1940) y presidente del Concejo Deliberante. En 1904 fundó el periódico La Opinión, que durante muchos años fue el principal órgano periodístico de Luján. Si bien militó inicialmente en la Unión Cívica Radical, desde 1908 permaneció en las filas conservadoras como muchos de los radicales que apoyaron la llegada de Bernardo de Irigoyen a la gobernación bonaerense, contrariando la opinión del presidente del Comité provincial, Hipólito Yrigoyen. Secretario del intendente Barnech en 1905-1906, fue elegido intendente municipal para dos períodos: 1909-1910 y 1915-1916. 
En 1931 fue nombrado comisionado municipal. Fue diputado provincial desde 1918 y nacional desde 1936 hasta 1940. Presidió las Cámaras de Diputados provincial (del 5 de diciembre de 1934 al 27 de abril de 1936) y nacional (1938 y 1940). En 1934 fue diputado constituyente provincial y tuvo destacada actuación. Caído en desgracia por el caso de las coimas en el caso de las tierras del Palomar (1940), fue condenado penalmente a pesar de declararse repetidamente inocente y se exilió en el Uruguay. El presidente Juan D. Perón lo indultó y al poco tiempo falleció en Luján el 31 de enero de 1952.
- Datos: Q56843944